# Dave the Diver
Dave the Diver est un jeu vidéo d'aventure développé et publié par Mintrocket, une filiale du groupe sud-coréen Nexon. Il est sorti le 28 juin 2023 pour macOS et Microsoft Windows, le 26 octobre 2023 sur Nintendo Switch et le 16 avril 2024 sur PlayStation 4 et PlayStation 5.
Le joueur contrôle un plongeur nommé Dave alors qu'il récupère du poisson, résout des quêtes et gère un restaurant de sushi. Le jeu contient des éléments de gestion, d'action-aventure et de rôle. Il obtient à sa sortie un excellent accueil critique, et reçoit en avril 2024 le BAFTA du « meilleur game design ».

## Système de jeu
Le joueur contrôle Dave, un plongeur en haute mer qui est amené à gérer un restaurant de sushis et à lui fournir le poisson dont il a besoin. Il pêche à un endroit appelé le Trou bleu dont la géographie et la faune changent quotidiennement. Le joueurs peut collecter des ressources pour améliorer ou fabriquer de nouveaux objets à utiliser par Dave, tels que du matériel de plongée et des armes à utiliser dans les combats de boss, des créatures sous-marines géantes. L'alimentation en oxygène de Dave diminue plus rapidement à mesure qu'il est surchargé et il devient plus sensible aux prédateurs, tels que les requins. Être vaincu au combat oblige Dave à larguer toute sa cargaison sauf un objet lorsqu'il est secouru. 
Dave est également invité par d'autres personnages à leur rendre diverses faveurs impliquant l'exploration, la recherche ou retrouver des objets rares. Lorsque le joueur récupère des objets perdus en mer, il peut utiliser les contacts de Dave sur son téléphone portable pour trouver des acheteurs. Dave peut plonger deux à trois fois par jour, le matin, l'après-midi et une petite partie de la soirée. Dans la nuit, il gère le restaurant de sushis. Le joueur peut débloquer de nouvelles recettes pour cuisiner, attirer des clients influents, rénover le restaurant, ajouter de nouvelles décorations et embaucher de nouveaux employés, etc.. Une application intégrée au jeu appelée Cooksta suit la popularité et la note du restaurant et peut débloquer d'autres améliorations. Le style graphique utilise le pixel art.

## Développement
Dave the Diver est le premier jeu du studio Mintrocket, une filiale du groupe sud-coréen Nexon,. D'après son réalisateur, Jaeho Hwang, l'équipe de développement commence à travailler à cinq personnes, avant d'atteindre 26 personnes à son plus haut. Hwang réfute l'idée d'avoir créé le jeu dans les conditions d'un projet indépendant, en citant comme avantages de leur situation la possibilité de demander du soutien d'autres développeurs de Mintrocket si le besoin s'en faisait sentir, ou la certitude que leur salaire mensuel était garanti.
Dave the Diver entre en accès anticipé en octobre 2022 et Mintrocket le publie sur les plates-formes macOS et Microsoft Windows le 28 juin 2023.

## Accueil

### Réception critique
Dave the Diver reçoit globalement des critiques extrêmement favorables à hauteur de 90/100, selon l'agrégateur de critiques Metacritic. 
Louant la complexité du jeu, tout en le qualifiant de « tout à fait relaxant », PC Gamer déclare qu'il est déjà rentré dans sa liste restreinte des jeux de l'année en juin 2023. IGN le labélise en tant que « editors' choice » et déclare qu'il est sain, merveilleusement complexe et délicieusement difficile à arrêter. Polygon rapporte que sa myriade de mini-jeux se réunisse, de manière inattendue, ancrée par des cinématiques bien faites. Les cinématiques sont en outre saluées par les joueurs pour leur style et leur humour. VideoGamer.com déclare « qu'il y a toujours quelque chose à faire » sans que cela ressemble à du travail, ce qu'il qualifie de « rafraîchissant et différent » par rapport au modèle des jeux en tant que service.

### Ventes
Deux jours après sa sortie, Dave the Diver apparaît comme le cinquième produit le plus vendu dans le monde sur la boutique dématérialisée Steam,  et en dix jours, il se vend à plus d'un million d'exemplaires. Le jeu dépasse successivement les 3 millions d'exemplaires écoulés en janvier 2024, puis les 4 millions en juin 2024, et enfin les 5 millions en novembre 2024,,.

### Distinctions
En novembre 2023, Dave the Diver est nommé parmi les cinq titres en lice dans la catégorie des meilleurs jeux indépendants aux Game Awards, alors que son caractère « indépendant » est mis en doute car le jeu a été développé par une filiale du riche conglomérat sud-coréen Nexon. À cette annonce, qui s'ajoute à d'autres anomalies dans les nominations, plusieurs personnalités et médias de l'industrie vidéoludique s'insurgent contre le processus de sélection des œuvres en compétition aux The Game Awards. L'organisateur de la cérémonie, Geoff Keighley, se défend en rappelant la polysémie de l'expression « jeu vidéo indépendant », et que la présence de Dave the Diver dans cette catégorie est le résultat d'une sélection faite par 120 médias internationaux.
En avril 2024, il obtient le BAFTA du « meilleur game design ».

### Traduction
- (en) Cet article est partiellement ou en totalité issu de l’article de Wikipédia en anglais intitulé « Dave the Diver » (voir la liste des auteurs).